# Zakłady Ceramiczne „Pustelnik”
Zakłady Ceramiczne „Pustelnik” – spółka akcyjna powstała 22 stycznia 1899 r., która w swoich zakładach w Pustelniku, Miłośnie i Ząbkach produkowała wyroby ceramiczne  takie jak: dachówki, dreny, cegłę oraz kafle kolorowe i komplety piecowe.
Zarząd spółki mieścił się w Warszawie, początkowo przy ul. Krakowskie Przedmieście 5, a następnie przy ul. Królewskiej 8.
Zarządzeniem Ministra Przemysłu Lekkiego z dnia 31 lipca 1950 r. w sprawie ustanowienia przymusowego zarządu państwowego nad przedsiębiorstwem: Zakłady Ceramiczne „Pustelnik” w Pustelniku, pow. warszawski z dniem 31 lipca 1950 r. Zakłady Ceramiczne „Pustelnik” S.A. zostały objęte przymusowym zarządem państwowym, który powierzono Warszawskim Zakładom Ceramiki Czerwonej.
W dniu 8 marca 1958 r. na mocy art 2 ustawy z dnia 25 lutego 1958 r. o uregulowaniu stanu prawnego mienia pozostającego pod zarządem państwowym Zakłady Ceramiczne „Pustelnik” zostały znacjonalizowane.